# NGC 3646
NGC 3646 ist eine Spiralgalaxie vom Hubble-Typ Sbc mit einem äußeren Ring im Sternbild Löwe an der Ekliptik, die schätzungsweise 187 Millionen Lichtjahre von der Milchstraße entfernt ist.
Das Objekt wurde am 15. Februar 1784 von Wilhelm Herschel entdeckt.